# Thomas Mann (író)
Thomas Mann (Lübeck, 1875. június 6. – Zürich, 1955. augusztus 12.) német író, a 20. századi német nyelvű irodalom egyik legjelentősebb alakja. Elbeszéléstechnikája a 19. századhoz, elsősorban Tolsztojhoz, illetve Theodor Fontane és Richard Wagner szimbólumaihoz és vezérmotívumaihoz kapcsolódik. Prózájára jellemző az irónia és a kétértelműség, az allegóriákat és mitológiai motívumokat művészileg egyre érettebb módon használta fel. Mellékmondatokkal és betoldásokkal bonyolított elbeszélésmódja ritmusos és kiegyensúlyozott, a beszédstílust a mindenkori tematikához igazította. A jelentéstartalmat a szavak tudatos megválasztásával gazdagította. Első regényéért, az 1900-ban írt, 1901-ben kiadott A Buddenbrook házért 1929-ben irodalmi Nobel-díjjal tüntették ki.
Bátyja, Heinrich, és a hat gyermeke közül három (Erika, Klaus és Golo) szintén jelentős író volt.

## Élete

### 1875–1913

#### A gyermekévek
Paul Thomas Mann 1875. június 6-án született Lübeckben. Édesapja id. Thomas Mann (1840–1891) kereskedő, édesanyja a félig brazil származású Julia da Silva-Bruhns (1851–1923) volt. A szülők 1869-ben kötöttek házasságot, s öt gyermekük született: Heinrich (1871–1950) – az ugyancsak jelentős író –, Thomas (1875–1955), Julia (1877–1927) – aki felnőttként öngyilkosságot követett el – Carla (1881–1910) és Victor (1890–1949). A család jómódban élt, Thomas Mann később úgy emlékezett vissza gyermekéveire, mint „gondoskodásban és boldogságban” eltelt időszakra.
1891-ben az apa rákban meghalt; végrendeletében úgy rendelkezett, hogy a lübecki vállalatot és házukat adják el, a felesége és gyermekei pedig a bevétel kamataiból éljenek a továbbiakban.
Thomas Mann – bár nem volt tehetségtelen tanuló – az iskolai tanulmányokban a legmesszemenőbbekig érdektelenséget tanúsított. Sokkal szívesebben töltötte az idejét írással, ami iránt már korán hajlamot mutatott, és 1893-ban prózavázlatokkal illetve tanulmányokkal részt vett a „Der Frühlingssturm” (Tavaszi vihar) című újság kiadásában. Arra, hogy milyen komolyan is gondolta, az írói hivatást kívánja választani, jó példa egy 1889-ből fennmaradt levél, amit a 14 éves fiú „Thomas Mann. Lírikus-dramatikus költő” formulával írt alá. 1894-ben 19 évesen, érettségi vizsga nélkül hagyta ott a Katharineum Gimnáziumot, és elköltözött Münchenbe, ahová anyja és testvérei már egy évvel korábban áttelepültek.
Apja halála után a még nem felnőttkorú fiú mellé kirendelt gyám azt kívánta, hogy Thomas az iskola elhagyása után válasszon magának valamilyen polgári foglalkozást, amibe Mann beleegyezett, és a továbbiakban egy tűzkárbiztosítási társaságnál dolgozott.
Az állópultnál végzett irodai munka unalmas volt és nem túlzottan megterhelő; azon anekdota, miszerint Mann a listák leírása közben titokban irodalmi tevékenységgel foglalkozott, így akár igaz is lehet. Íróként 1894-ben debütált a „Gesellschaft” (Társadalom) című folyóiratban megjelentetett kisnovellájával, ami a „Gefallen” (Az elbukott) címet viselte, és kedvező fogadtatásra talált.
1895-ben Mann kilépett a biztosítótársaságtól, és a Müncheni Műszaki Főiskolán kezdett tanulmányokat. Először úgy képzelte, az újságírói hivatást választja. Az iskolai éveit jellemző céltalanság itt is folytatódott. Végül, mikor Mann 1896-ban, 21 évesen nagykorú lett, és igényt támaszthatott az apai vagyonból havi 160-180 aranymárka, a kiadásait fedező zsebpénzre, úgy döntött, végleg felszabadítja magát az oktatási intézmények zsarnoksága alól, és íróvá lesz.

#### Első könyvei

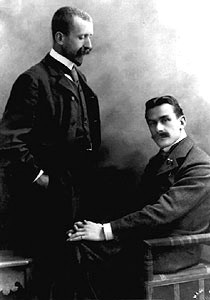
Heinrich és Thomas Mann (1900 körül)

Alig született meg az ötlet, hogy bátyjával, Heinrichhel közösen Olaszországba utazzanak, már hozzá is láttak annak megvalósításához. Céljuk Róma volt, és 1897-ben a fővárostól keletre fekvő Palestrina nevű városkában béreltek maguknak szállást. Mann ebben az időben írta többek között a Friedemann úr, a törpe című novelláját, valamint itt kezdett hozzá első nagy regényéhez, a Buddenbrook házhoz.
Alkalmanként részt vett a bátyja, Heinrich által kiadott Das Zwanzigste Jahrhundert – Blätter für die deutsche Art und Wohlfahrt (A 20. század – Lapok a német művészetért és jólétért) című kiadvány készítésében, azonban hamarosan felhagyott ezzel. A lapot uraló népies alaphang, valamint a benne megjelenő antiszemita gondolatok nem voltak alkalmasak arra, hogy szélesebb közönség elé ki lehessen állni velük. A fivérek később nem szívesen beszéltek erről az epizódról. Thomas Mann 1898-ban a Simplicissimus szerkesztőségében dolgozott egy évig.
1901-ben jelent meg Mann első regénye, A Buddenbrook ház. Egy család alkonya címmel. A mű rögtön kedvező fogadtatásra talált az olvasóknál és az irodalmi kritikusok között egyaránt. Lübeckben ugyanakkor gyorsan terjedni kezdett a pletyka, hogy ezen nagycsalád és a regényben említett figurák nem teljesen fiktívek, hanem a város élő személyeiről mintázták őket.

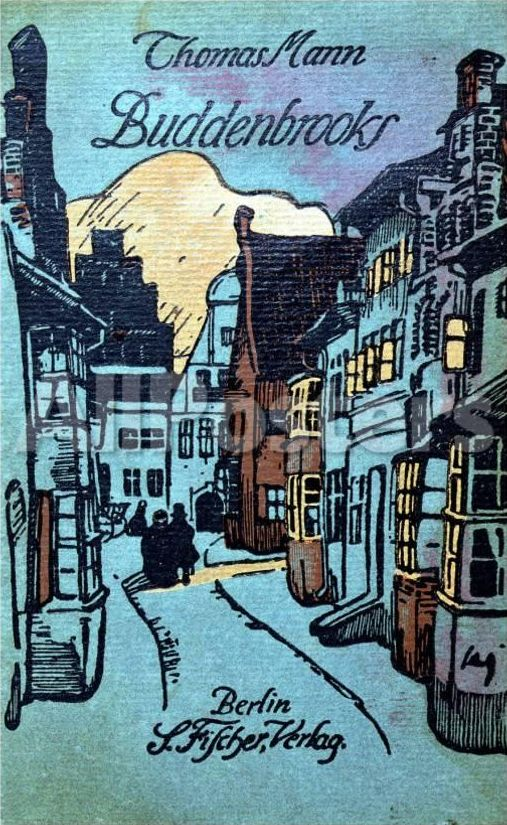
A Buddenbrook ház 1917-es kiadása

Már röviddel a könyv megjelenése után hozzáférhető volt egy lista, amelyik azonosította a regény alakjait. Egy élelmes lübecki könyvkereskedés különösen nagy forgalmat bonyolított azáltal, hogy vevőinek a regényhez dekódoló listát adott.
A Buddenbrook ház Thomas Mann legjelentősebb művei közé tartozik: 28 évvel megjelenése után a Svéd Királyi Tudományos Akadémia Thomas Mann-nak ítélte az irodalmi Nobel-díjat, és az indoklásban elsősorban az író ezen művére hivatkozott.

#### Saját utak
1903-ban jelentkeztek Thomas és Heinrich között az első nézeteltérések. Thomas Mann úgy érezte, fivére művészként lenézi őt, ő maga pedig bátyja műveit „unalmas szégyentelenségükért” gúnyolta. Kapcsolatuk ugyan nem szakadt meg, és a következő években többször is igyekeztek közeledni egymáshoz, de a továbbiakban az irodalomról, művészetről szóló nyilvános vitákban inkább kerülték egymást.

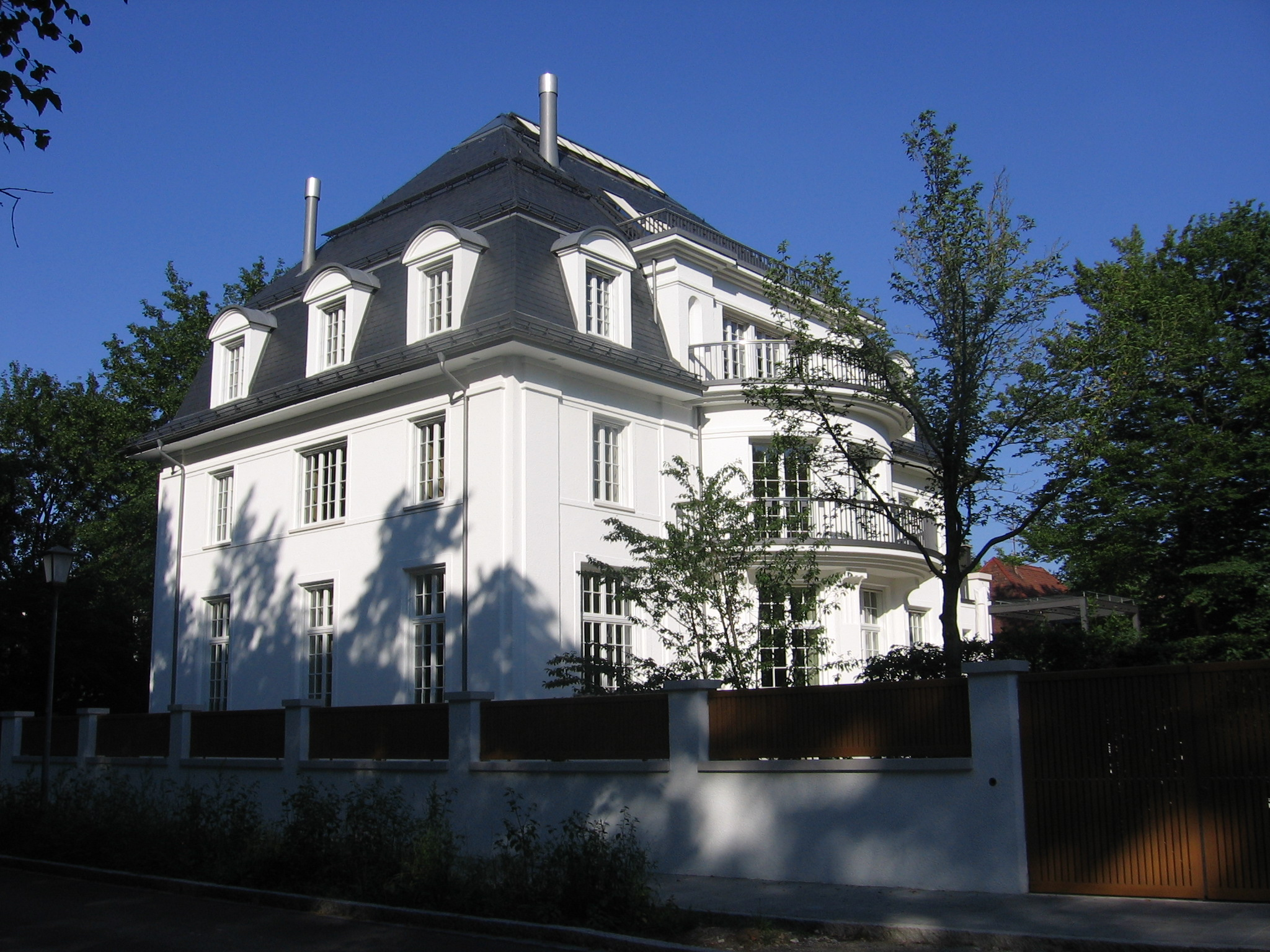
Thomas Mann háza Münchenben, Herzogpark, Poschingerstraße (rekonstrukció, 2003)

1904-ben Thomas Mann megismerte Katharina Pringsheimet, a feminista Hedwig Dohm unokáját, akinek udvarolni kezdett. Ez annál is meglepőbb volt, mert addig nemhogy nőügyei (mint Heinrich fivérének), de nőkkel közelebbi kapcsolatai sem voltak. Bár szexuális irányultságáról Thomas Mann soha nem beszélt teljesen nyíltan, de el sem hallgatta őket. A lánykéréssel olyan élet mellett döntött, amit akkoriban egy rendes polgárhoz méltónak tartottak. A „fiúkért” és a homofil kapcsolatokért való rajongása ugyanakkor megmaradt, ahogyan azt számtalan feljegyzés és irodalmi feldolgozás bizonyítja, mint például Hanno és Kai Graf Mölln kapcsolata A Buddenbrook házban, Tonio Krögeré és Hans Hansené a Tonio Krögerben vagy Gustav von Aschenbaché és Tadzióé a Halál Velencében című novellában. (Thomas Mann korábban szerelmi kapcsolatban élt együtt egy Paul Ehrenberg nevű festőművésszel, s e tragikusan megszakított szerelemről írt is egy fél regényt, amelyet Katja Pringsheimmel kötött házassága után megsemmisített.)
Katia sokáig kérette magát, de végül 1905. február 11-én hozzáment Thomas Mannhoz. Házasságukból 6 gyermek született: Erika (1905–1969), Klaus (1906–1949), Golo, azaz Angelus Gottfried Thomas (1909–1994), Monika (1910–1992), Elisabeth (1918–2002) és Michael (1919–1977).
1912-ben az orvosok tuberkulózisra utaló jeleket találtak Katia asszonynál, aki így hosszabb szanatóriumi ápolásra kényszerült Davosban. Thomas Mannra nagy hatással volt a betegszálló légköre, Katia elbeszélései az ott tartózkodó vendégekről és saját benyomásai. Elhatározta, hogy megírja élményeit és gondolatait, amihez 1913-ban hozzá is látott, de a munkát két évvel később félbehagyta, hogy csak 1924-ben fejezze be teljesen (A varázshegy).

### 1914–1929

#### Az első világháború
Amikor 1914-ben kitört az első világháború, sok irodalmár üdvözölte, sőt részben ünnepelte a fejleményeket. Gerhart Hauptmann, Robert Musil, Richard Dehmel és Alfred Kerr meggyőződéssel vallották a történtek helyességét. Thomas Mann inkább a visszafogott patriotizmust képviselte. Fivérének, Heinrichnek így írt:
„Nekem személyesen fel kell készülnöm arra, hogy az életem materiális alapjai teljesen megváltoznak. Ha a háború sokáig tart, egészen bizonyosan valami olyasmi leszek, amit az ember tönkrementnek mond.” Később pedig így folytatja: „De az istenért! Mit is jelent ez a változásokkal, főleg a lelkiekkel, szemben, melyek ilyen eseményeből szükségszerűen következnek. Hát nem kell az embernek hálásnak lennie a teljesen váratlanért, hogy ilyen nagy dolgokat megélhet?”
Thomas Mann a háborút elvileg szükségesnek tartotta; nézete szerint itt a „világ legelvetemültebb rendőrállamának” (a cári Oroszországnak) a szétveréséről volt szó. A háborúval kapcsolatos – az azt támogató irodalmárok álláspontját védő – reflexióit Thomas Mann „Gondolatok háborúban” című művében jelentette meg. Időközben teljesen megszakadt kapcsolata Heinrich fivérével, aki Romain Rolland, Hermann Hesse, Stefan Zweig és Arthur Schnitzler írókkal együtt ellenezte a háborút.

#### „Apolitikus megfigyelőből” republikánus
A háború Németország számára kedvezőtlen alakulása, amely 1916-ban a civil lakosság komoly ellátási problémáiban is jelentkezett, nem maradt hatás nélkül Thomas Mannra sem. Az író, aki ebben az időben több betegségen, köztük neurotikus természetűn is átesett, hozzákezdett egy esszéhez, ami 1918-ban Egy apolitikus meglátásai címmel jelent meg. Ennek egyik tézise szerint a németek alapjában véve nem politikus természetűek; nem az a feladat, hogy a politikát irányítsuk, hanem, hogy azt fejlődni hagyjuk. Az esszé azonban írása során egyre inkább elszámolás jellegűvé vált, mindenekelőtt Heinrich fivérével szemben. Annak Zola című, a vilmosi korszellemet és az udvaroncságot kipellengérező tanulmányában ugyanis Thomas Mann személyének és állásfoglalásának szóló támadást látott, és válaszul a köztársaság államformája elleni túlzott kijelentésekre ragadtatta magát. A könyv nyomtatása egyre elhúzódott. Mann kiadója, amely nem volt teljességgel elragadtatva a „Meglátásoktól”, az esszé számára kijelölt papíradagot inkább A Buddenbrook ház újranyomtatására használta fel. A könyv így csak néhány nappal a háború vége előtt jelent meg. Thomas Mann akkor már azon gondolkozott, nem kellene-e megakadályoznia inkább a megjelenést, mivel a kritika – különösen a feleségéé – belsőleg éppúgy felkavarta mint korábban maga a munka. Mikor megtudta, hogy megkezdődött a kiszállítás, Mann csak ennyit mondott: „Isten így akarta”.
1919. január 19-én, a weimari köztársaság alapjait megvető nemzeti gyűlés megválasztásakor Thomas Mann nem szavazott. Ugyanakkor fivérével együtt ő is azon prominens személyiségekhez tartozott, akik aláírták a Felhívás a düh ellen című röpiratot. A dokumentumban felhívták a lakosságot, hogy erőit állítsa a köztársaság felépítésének szolgálatába. Bár a két Mann – legalábbis az aláírásukat illetően – itt közös álláspontra helyezkedett, a fivérek kibékülésére egészen 1922-ig kellett várni. Ekkor Heinrich súlyos megbetegedése arra késztette Thomast, hogy belássa: a fivéri kapcsolat erősebb, mint a múltbeli, egymással szembeni vitáik.
Mindenekelőtt Walther Rathenau külügyminiszter 1922. június 24-i meggyilkolása bírta rá Thomas Mannt arra, hogy végleg és teljes erejével kiálljon a köztársaság és annak értékei mellett. A német köztársaságról című beszédével először lépett föl Mann a köztársaság politikai védelmezőjeként és támogatójaként. Feltevése szerint demokrácia és humanizmus egyet jelentenek, s mivel az embernek kötelessége, hogy a humanizmus elvét kövesse, így a demokratikus államforma a kívánatos.
1924-ben megjelent a A varázshegy című regénye, és egy csapásra nagy siker lett. Ezt követték a Zűrzavar és kora bánat illetve A házasságról. 1925-ben kezdte el a munkát a József-tetralógián. József kontúrjának modelljéül a Thomas Mannt elvarázsló fiatalemberek szolgálhattak. Köztük állítólag a 17 éves Klaus Heusernek, a Mann-gyerekek egy barátjának jellemvonásai is, akit Thomas Mann 1927-ben ismert meg, s akiről azt jegyezte fel magának, hogy „minden valószínűség szerint ő az utolsó szenvedélye” bekerültek József figurájába.
Thomas Mann a Porosz Művészeti Akadémia Költészet Szekciójának alapító tagjaként aktívan részt vett az irodalom tekintélyének erősítésében. Különösen az akkor érvényben lévő, az irodalmári szabadságot korlátozó „Ponyva-törvény” ellen lépett fel erélyesen.

#### A Nobel-díj
Az irodalmi Nobel-díj nem érte váratlanul Thomas Mannt. Évekkel korábban spekuláltak róla, és ő már 1927-ben számított erre a kitüntetésre. 1929. november 12-én délután érte a jó hír Stockholmból. Megdöbbent azon, hogy a bizottság tulajdonképpen csak a Buddenbrook ház című regényére hivatkozott. Ennek oka a svéd irodalomtudós, Fredrik Böök, a bizottság „királycsinálója” lehetett, aki a Varázshegyet nem sokra becsülte, és néhány kritikájában el is marasztalta. A pénzjutalom 200 000 márkát tett ki, ez napjainkban több mint félmillió eurót jelent. Egy részét Mann arra használta, hogy az Erika lánya és Klaus fia által felhalmozott óriási adósságokat kifizesse (Klaus Mann: „Bár semmit nem láttunk belőle, de mégis jobb kedvre derített bennünket”), ebből finanszírozták a házukat, vettek két autót (egy nyitott Buickot és egy Horch-limuzint), a többit pedig befektették. Már Stockholmban azt tanácsolta nekik egy zsidó újságíró, hogy a pénzt „hagyják kint állni”, de el sem tudták képzelni, miért lenne erre szükség. Így, amikor 1933-ban elhagyták Németországot, vagyonuk nagy részét elvesztették ingatlanjaikkal és ingóságaikkal együtt.

### 1930–1944

#### A „Német Felszólamlás”

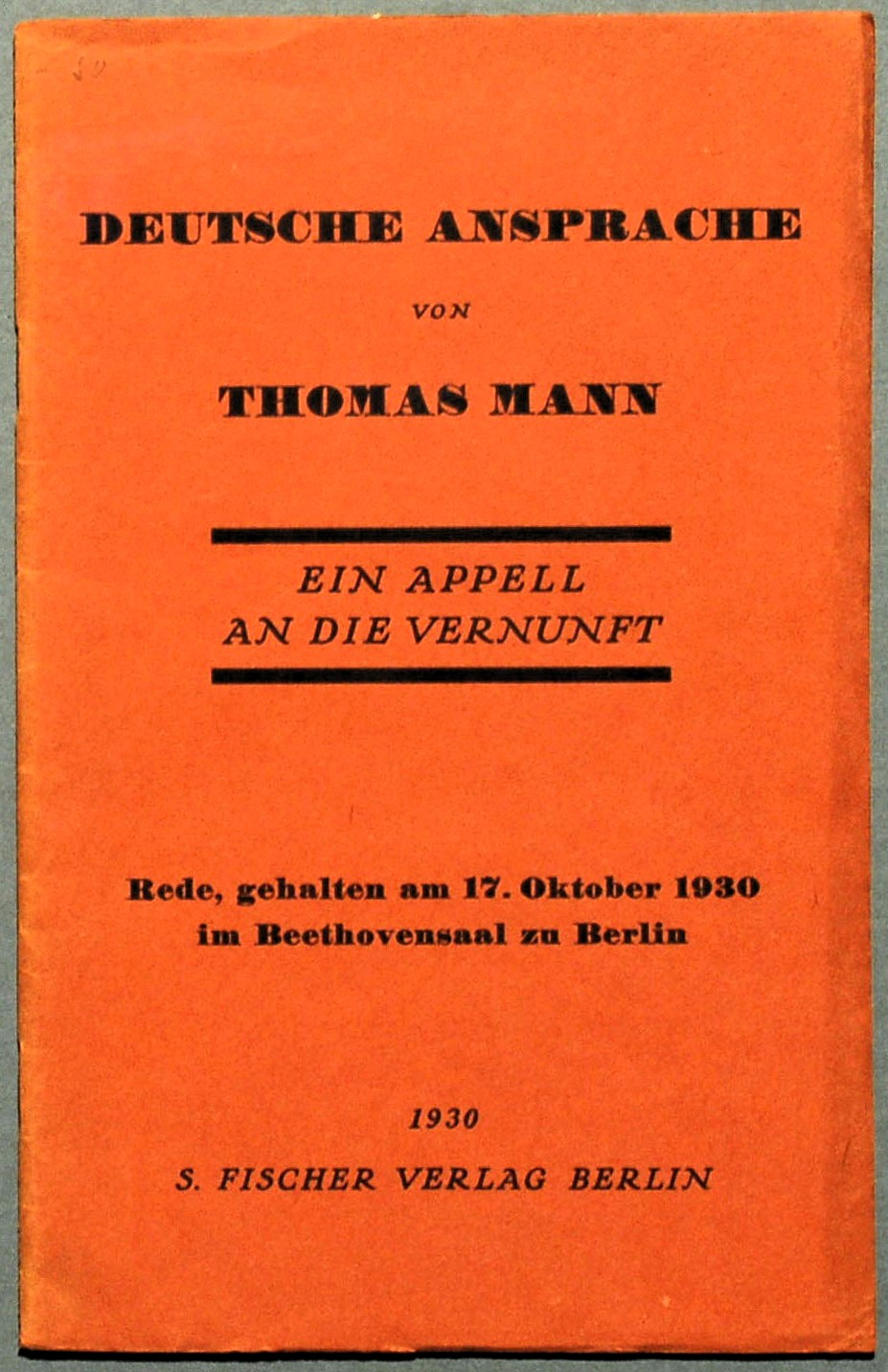
A Német Felszólamlás első kiadása

Az 1930. szeptemberi választások során a nemzetiszocialisták jelentős szavazatnövekedést könyvelhettek el. Thomas Mann, aki sok más szkeptikushoz hasonlóan bizalmatlanságot táplált az NSDAP politikai erejével szemben, elhatározta egy „az észhez folyamodó” beszéd megírását, amit 1930. október 17-én olvasott fel a berlini Beethoven-teremben, s ami „Német Felszólamlás”-ként vonult be a történelembe. A döntően szociáldemokrata és republikánus közönség soraiban ült néhány tucat nemzetiszocialista is, akik közbekiabálásokkal igyekezték az előadást megzavarni. Nem sikerült nekik. Thomas Mann a nemzetiszocializmust kertelés nélkül
„az excentrikus barbárság és a primitív-tömegdemokratikus vásári durvaság óriáshullámának” nevezte: „tömeges görcsbeesés, bódécsörgettyűzés, hallelúja és monoton slágerszavak dervisszerű ismétlése, míg mindenkinek habzani nem kezd a szája.”
Feltette a kérdést, vajon ez német dolog-e és hogy „tényleg megvalósítandó-e egy primitív, tisztavérű, egyszerű szívű és értelmű, sarokösszecsapó, kékszeműen engedelmeskedő és stramm naivság eszménye, ezen teljes nemzeti szimplicitás, egy olyan érett, sokat tapasztalt kultúrnép esetében, mint a német”. A taps a teremben óriási volt, ez azonban nem jutott el kívülre. Bár Thomas Mann a nemzetiszocializmus legfontosabb prominens ellenzői közé tartozott és véleményének tekintélye miatt jelentős súlya volt külföldön, a számtalan felszólalása egytől egyig hatástalan maradt.
A téma, elsősorban a fasizmus irodalmi munkáiban is egyre nagyobb hangsúlyt kapott. Ekkorra már kikristályosodtak politikai nézetei: nyíltan háború- és nácizmusellenes a Mario és a varázsló c. kisregénye (1930). Alcíme utal a keletkezés körülményeire: Tragikus útiélmény – egy három évvel korábbi olaszországi családi nyaralást idéz fel. De írása korántsem realisztikus élménybeszámoló, sokkal inkább allegória. A rá általánosan jellemző többértelműség legfelső rétege itt alig titkolt: a nácizmus politikáját, szemfényvesztő hipnózisait, tapsra késztető bűvésztrükkjeit egyetlen alakba, a visszataszító Cipolla alakjába sűríti. Voltaképpen már ebben a kisregényben állást foglal az egyetlen megoldás mellett: az ordas eszmék ellen csak annak elpusztításával lehet harcolni, ahogy teszi ezt Mario is.
1933 februárjában Thomas Mann és felesége hosszabb utazást tettek külföldön, amely először Párizsba majd Arosába vitte őket. Az 1933. május 10-i könyvégetés Thomas Mann műveit ugyan megkímélte, Heinrichéit azonban nem. Mikor aztán a Porosz Művészeti Akadémia Irodalmi Szekciójának minden egyes tagját felszólították, fogadja el az új hatalmi viszonyokat, és nyilvánítsa ki hűségét a nemzetiszocialista kormány iránt, Mann önként visszalépett hivatalától, később elítélően beszélt a holokauszt eseményeiről. Ő és Katia már korábban eldöntötték: nem térnek vissza Németországba.

#### A száműzetés első évei
Nem könnyen született meg a döntés, hogy Németországnak hátat fordítanak, hiszen így ott kellett hagyniuk vagyonukat. Pénzügyi problémáik ugyanakkor nem voltak, mert Mann még mindig hozzáférhetett a számláihoz és új könyvek megjelentetését is tervezte. Mannt kiadója, Samuel Fischer nyomatékosan kérte, ne hagyja magukra a németeket ezekben a nehéz órákban, és késznek mutatkozott arra, hogy az újabb műveket piacra vigye. Száműzetésük első állomása Dél-Franciaország volt, végül Svájcba költöztek, ahol Zürich közelében, Küsnachtban laktak. Thomas Mann utazási szabadsága korlátozott volt, mivel német útlevele lejárt, a német konzulátus pedig minden hosszabbítási kérelmet magyarázat nélkül visszautasított. Az állampolgárság megvonása, ami 1934-től 37 prominens németet, köztük Albert Einstein-t is érintette, Mann esetében egyelőre nem történt meg. A pénzügyi hatóságok ugyanakkor – állítólag megtalált kiadói szerződésekre hivatkozva, amiből szerintük az derült ki, hogy Mann 1929-ben és 1930-ban tetemes adóhátralékot halmozott fel – kihasználva a lehetőséget, lefoglalták müncheni házát és bútorait.
1934-ben és 1935-ben Mannék első ízben utaztak az Egyesült Államokba. Az amerikaiak érdeklődtek a híres író iránt, s így érvényes útlevél nélkül is engedélyezték neki a beutazást. Hatvanadik születésnapját Mann Küsnachtban töltötte, ahol a svájciak grandiózus ünnepséget rendeztek. 1936. november 19-én Thomas Mann kérésére a csehszlovák konzulátuson megkapta a cseh állampolgárságot. Naplójába erről ezt jegyezte be röviden: „Különös esemény”. Néhány héttel később megvonták tőle (valamint feleségétől és Golo, Elisabeth illetve Michael gyermekeitől) a német állampolgárságot. A nácik elvették Mann tiszteletbeli doktori címét is, amit 1919-ben a Bonni Egyetem adományozott neki, és amit 1946. december 13-án kapott meg újra.

#### „Ahol én vagyok, ott van Németország”

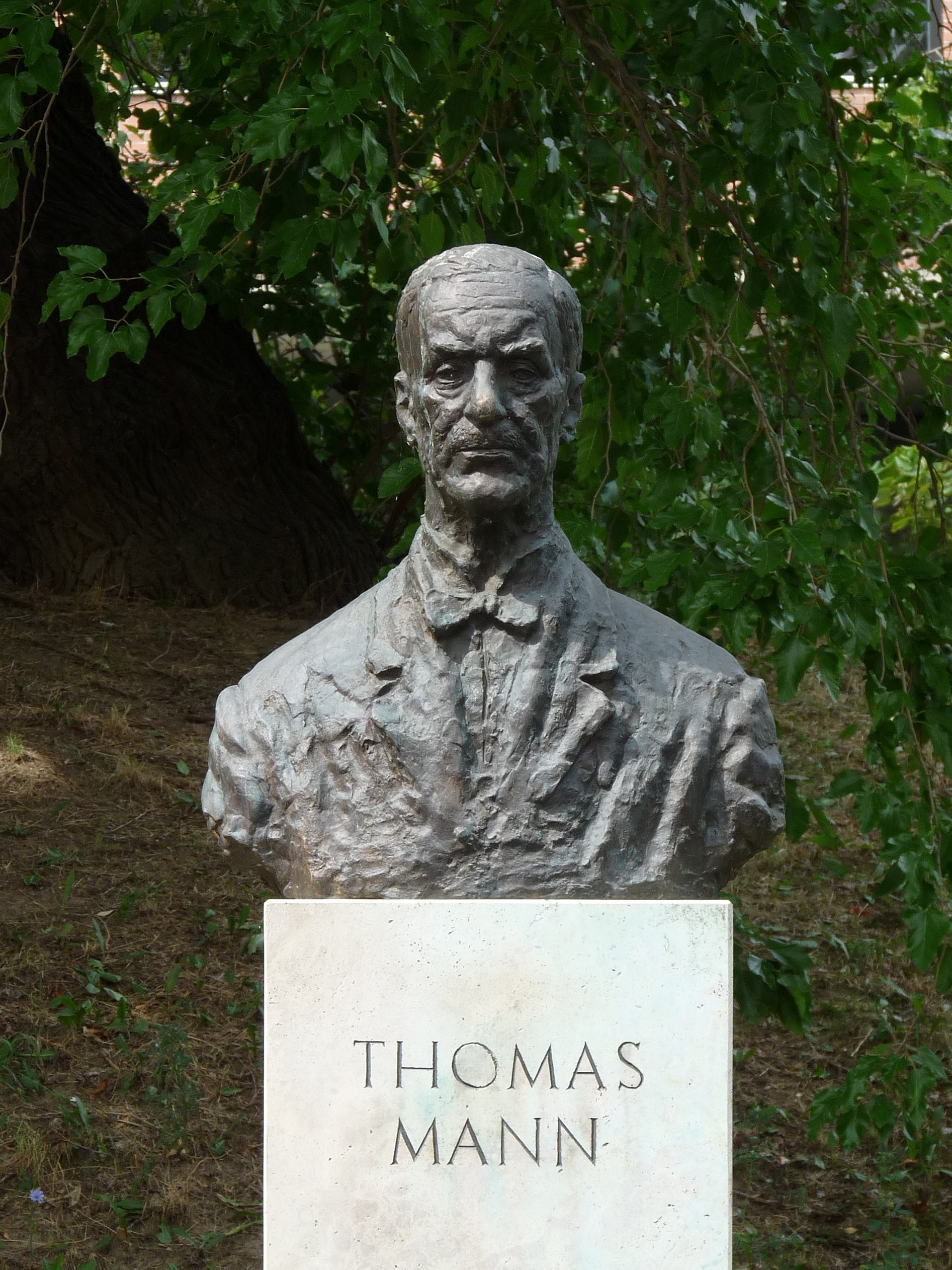
Thomas Mann mellszobra Óbudán

Mannék átköltözése az Egyesült Államokba időben egybeesett az Ausztriában zajló és végül a „birodalomhoz csatolás”-ba (Anschluss) torkolló politikai fejleményekkel. New Yorkba való megérkezésükkor, 1938. február 21-én a riporterek arra kérték Mannt, foglaljon állást az események tekintetében, és feltették a kérdést, nagy teher-e számára a száműzetés. Válaszát a The New York Times a következő napon lehozta:
„It is hard to bear. But what makes it easier is the realization of the poisoned atmosphere in Germany. That makes it easier because it’s actually no loss. Where I am, there is Germany. I carry my German culture in me. I have contact with the world and I do not consider myself fallen.”
(Nehéz elviselni. A Németországot uraló mérgezett atmoszféra felidézése azonban könnyebbé teszi. Könnyebbé teszi, mert az ember valójában semmit nem veszít. Ahol én vagyok, ott van Németország. Magamban hordom a német kultúrámat. Kapcsolatban élek a világgal, és nem úgy tekintek magamra mint elbukott emberre.)
Amerikai száműzetésének első állomása Princeton volt, amelynek egyetemén Mann vendégprofesszori állást kapott. Eközben a Goethéről szóló regényén dolgozott, amely 1939-ben Lotte Weimarban címmel jelent meg.
A második világháború 1939. szeptember 1-jei kitörése bel- és külföldön egyaránt megdöbbenést keltett, és Thomas Mannt számos aktív tevékenységre késztette. Több, az emigránsokat támogató bizottság tagja lett, többek között a „Committee for Jewish and Christian Refugees” és a „Unitarian Service Committee” testületeké. 1940-ben kezdte készíteni Német hallgatók! (Deutsche Hörer!) elnevezésű rádióadásait, amelyet a brit BBC sugárzott Németország felé. Ennek bevételeit a British War Relief Fund számára ajánlotta fel. Egyike legismertebb beszédeinek az 1945. január 14-i adás:
„Bárcsak vége lenne már ennek a háborúnak! Bárcsak eltávolíttatnának azok a szörnyű emberek, akik Németországot ide juttatták, hogy aztán hozzákezdhessünk gondolkodni egy új élet megindításán, a belső és külső romok eltakarításán, az újjáépítésen, a többi néppel történő értelmes kiegyezésen és a velük való méltó együttélésen! – Ez az, amit szeretnétek? Ez a ti vágyatokat is kifejezi? Úgy hiszem. Elegetek van a halálból, a rombolásból, a káoszból, még ha korábban titokban talán vágytatok is rá. Rendet akartok és életet, egy új életrendet, bármilyen nehezen és sötéten is alakulnak majd a következő évek.”

#### Vallomások
1941-ben Mannék átköltöztek Pacific Palisadesbe, Los Angeles közelébe. Az amerikai állampolgárság megszerzése elhúzódott, és csak 1944-ben sikerült. 1943 és 1947 között Mann a Doktor Faustus. Adrian Leverkühn, a német zeneszerző élete egy barátja által elmesélve című regényén dolgozott. Ezen munkájához előtte zenetudományos könyveket, valamint Wolfgang Amadeus Mozart, Ludwig van Beethoven, Hector Berlioz, Hugo Wolf, sőt Alban Berg életét bemutató biográfiákat tanulmányozott. Kortárs zeneszerzőkkel (Igor Stravinsky, Arnold Schönberg és Hanns Eisler) lépett kapcsolatba, hogy a zeneszerzés tárgyáról tanuljon tőlük. A lutheri korból és a harmincéves háború idejéből származó dokumentumok ugyanúgy hozzátartoztak a felkészüléshez, mint Grimmelshausen és a középkori mondásgyűjtemények. „Leverkühn” vagyis „lebenskühn” (életerős): így akarta Mann, hogy ezen bonyolult alakját felfogják. A regényt „az életéről szóló gyónásnak” nevezte, és később így írt:
„(Serenus) Zeitbloom önmagam paródiája. Adrián életfelfogásában több van az enyémből, mint azt az ember hinné és hinnie kell.”

### 1945–1955

#### Thomas Mann és a háború utáni Németország
Amikor egyes újságok a háború végét követően Thomas Mannt a Német Szövetségi Köztársaság első elnökének javasolták, az író ijedten utasította el az ötletet, azonban öntudatosan – és a rá oly jellemző ironikussággal megjegyezte: „Bizonyos hercegi tehetséggel rendelkezem a reprezentáláshoz, amikor valamennyire friss vagyok”. Hogy ezen felvetés bármikor valósággá is lehetett volna, kérdéses, mert Mann maga és az új Németország közé Miért nem térek vissza Németországba? című nyílt levelével és az abban kifejtett nézetével a németek kollektív bűnösségéről éket vert. Fenyegető levelek és a Dr. Faustus rossz kritikája lett a válasz. Szükség volt egynéhány évre, hogy a németek megbéküljenek Mann-nal.

#### Visszatérés Európába

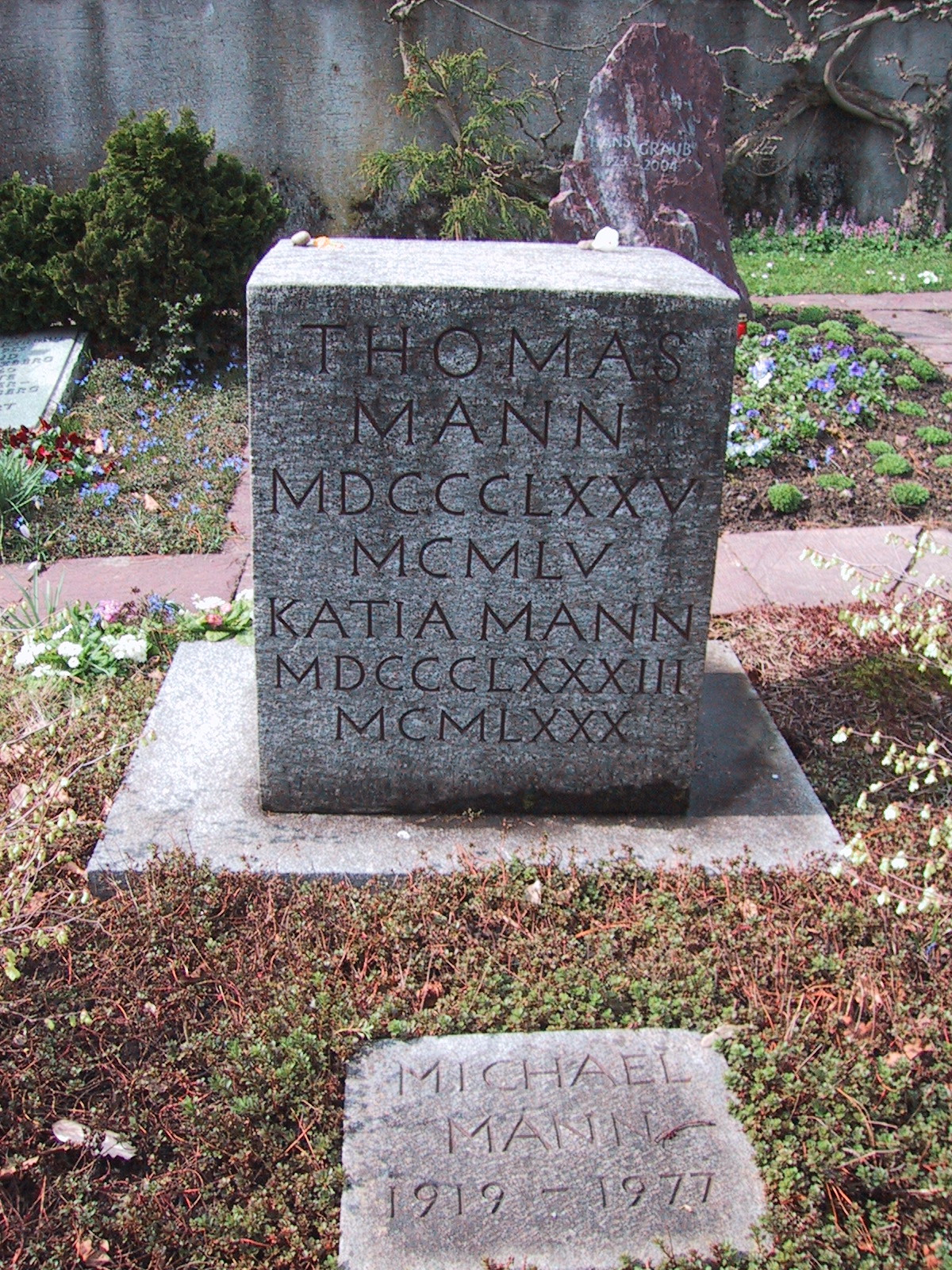
Thomas Mann sírja a kilchbergi temetőben

Az Egyesült Államokból Roosevelt halála után az író egyre inkább kiábrándult. Döntése, hogy visszatér Európába, akkor vált véglegessé, amikor 1951 júniusában a képviselőházban mint „one of the world’s foremost apologists for Stalin and company” (egyike Sztálin és társai legelszántabb védőinek) említették. Neki is, mint korábban más német emigránsoknak (Hanns Eisler és Bertolt Brecht), be kellett számolnia tevékenységeiről a Amerika-ellenes Tevékenységet Vizsgáló Bizottság (HUAC) elnevezésű testület előtt. Egy évre rá, 1952 júniusában Mannék visszaköltöztek Svájcba.
Már 1949-ben, Goethe születésének 200. évfordulója alkalmából felkereste Németországot, mégpedig mind Frankfurtot, mind Weimart, amit a nyilvánosság bizalmatlanul figyelt, ő azonban így kommentálta:
„Nem ismerek zónákat. A látogatásom magának Németországnak szól, Németországnak mint egésznek, nem pedig egy megszállt területnek”.
Svájcból rendszeresen átlátogatott szülőhazájába. 1954-ben újra dolgozni kezdett 1922-ben megkezdett Felix Krull-regényén (Egy szélhámos vallomásai), ami azonban töredék maradt. Friedrich Schiller halálának 150. évfordulójára 1955-ben kiadta Tanulmány Schillerről című esszéjét és ez alkalomból beszédeket is tartott. Lübeck városa díszpolgárává választotta.
1955. július 20-án trombózis lépett fel nála. Az orvosi kezelés sikertelen maradt, augusztus 12-én a nyolcvanéves Thomas Mann meghalt a zürichi kórházban.

## Önértékelés és recepció

### Naplók
Thomas Mann egész életén át vezetett naplót. Az 1933 előtti köteteket elégette, csak az 1918 és 1921 közötti füzeteket kímélte meg, mert azokban találhatók a Doktor Faustushoz kapcsolódó első gondolatai. A naplói tehát az 1918–21 illetve 1933–55 közötti időszakot fogják át. Nyilvánosságra hozni azokat kívánságára csak 1975-ben lehetett – születésének 100. évfordulóján. Ennek megfelelően nagy várakozás előzte meg, a nyilvánosságra hozatal azonban túlnyomórészt csalódást keltett. Attól eltekintve, hogy Mann homoszexualitása mondhatni „fehéren-feketén” láthatóvá vált, a legszemélyesebb vallomások a kritikusokból rögtön a nárcizmus vádját csalták elő. Még ha nem is tisztázott, mi állhat egyáltalán egy naplóban, és egy író hol máshol, ha nem ott mutathatja magát hiúnak, Mann feljegyzései fontos adalékok, amelyek az íróról alkotott képet a magánéleti adatokkal pontosítják.

### Magyarországi vonatkozások
Amikor 1935 januárjában ellátogatott Budapestre, Márai Sándor volt az egyik, aki az írót a budai Várban kalauzolta, ezen kívül vezércikkben üdvözölte nagy „kollégáját”. 1937. január 13-án a budapesti Magyar Színházban a Szép Szó felkérésére felolvasóestet tartott, a Lotte Weimarban egy fejezetét olvasta fel. A rendőrség nem engedte meg, hogy a Szép Szó főszerkesztője, József Attila felolvassa az ez alkalomra írt ódáját Thomas Mannhoz.
Kerényi Károllyal levelezésben állt, kezdetben az éppen készülő József és testvérei című regény vallástörténeti vonatkozásait tárgyalták meg, de a mű elkészültével a levelezés nem szakadt meg
(lásd: Romandichtung und Mythologie – ein Briefwechsel mit Thomas Mann – 1934–1945 közötti levélváltás Mann-nal, Zürich, 1945, majd a további levélváltással együtt Gespräch in Briefen címen, Zürich, 1960). A Doktor Faustus: das Leben des deutschen Tonsetzers Adrian Leverkühn című regényének titokzatos szereplője Madame de Tolna, magyar származású arisztokrata hölgy.

### Hatása – akkor és ma
Mann műveinek hatását néhány szóban összefoglalni lehetetlenség. Két fontos dolgot azonban kiemelhetünk: már életében vitatkoztak róla, és ez halála után is így maradt; illetve nem voltak „tanítványai”; senki nem ismerte el azt, hogy Mann hatással lett volna írói pályájára.
Az, hogy Mann-nak nem csupán barátai, hanem elszánt ellenségei is voltak, nem pusztán a történelmi események miatt alakult ki. Természetesen a nemzetiszocialisták nemkívánatos személlyé nyilvánították, műveit nem adták ki, és nem olvasták, nemhogy beszéltek volna róluk.
Politikai írásai is eleve olyan jellegűek voltak, hogy az egyik oldal támogatta, míg a másik üvöltve protestált. De ezzel nem magyaráztunk meg mindent; a dologban neki is része volt. Korai sikere, ami 1933-ig töretlenül kitartott, lehetővé tette számára, hogy nagyon öntudatosan lépjen fel, s mivel utolérhetetlennek mutatkozott a hosszú, de a tényállást pregnánsan leíró mondatok alkotásában, képes volt szóban semmisíteni meg másokat. Ennek megfelelően viszonya irodalmár társaival feszült volt. Robert Musil „Nagyírónak” csúfolta, Bertolt Brecht a „burzsoázia kormányzathű bérírójának” nevezte, Alfred Döblin pedig úgy jellemezte, ő az az úr, aki a „ruharáncot művészi elvvé” emelte. Franz Kafkával és Hermann Hessével semleges és barátságos maradt viszonya.
Születésének 100. évfordulója alkalmából tudományosan is vizsgálták, miért nincs Mann-nak önmagát annak valló tanítványa. Peter Pütz irodalomtudós szerint „Thomas Mann hatása a jelen német irodalmára nem a követésben, hanem a szembemenésben” testesül meg. Mivel Mann mellett senki nem állhat meg, így csak vele szemben érvényesülhet. Marcel Reich-Ranicki így összegez: „Írók tucatjai bizonygatták, senki nem érdektelenebb számukra, mint a Varázshegy szerzője. De haragtól és talán irigységtől is remegő hangon mondták ezt.” („Nachprüfung. Aufsätze über deutsche Schriftsteller von gestern”, Stuttgart 1980, 110. o.).

## Művei
| - Friedemann úr, a törpe, novellagyűjtemény, 1898 - A Buddenbrook ház – Egy család alkonya, regény, 1901 - Tonio Kröger, novella, 1903 - Trisztán, novella, 1903 - Királyi fenség, 1909 - Halál Velencében, novella, 1912 - Egy apolitikus meglátásai, 1918 - Úr és kutya, novella, 1919 - A varázshegy, regény, 1924 - Mario és a varázsló (novella), novella, 1930 - József és testvérei, tetralógia 1933–43 - Jákob története, 1933 - Az ifjú József, 1934 - József Egyiptomban, 1936 - József, a kenyéradó, 1943 | - A szabadság problémája, 1937 - Lotte Weimarban, regény 1939 - Elcserélt fejek – Indiai legenda, 1940 - Doktor Faustus, regény, 1947 - A kiválasztott, regény, 1951 - A megtévesztett, elbeszélés, 1953 - Egy szélhámos vallomásai, 1922/1954 |

### Magyarul

#### 1919-ig
- A boldogság akarása, novellák, fordította: Gömöri Jenő, Sziklai, Budapest, 1910, (Modern könyvtár)
- Királyi fenség, regény, 1-2., fordította: Biró Lajos, Singer-Wolfner, Budapest, 1911, (Egyetemes regénytár)
- Tristan, fordította: Kosztolányi Dezső, Athenaeum, Budapest, 1912, (Modern könyvtár)
- Kröger Tonio, fordította: Földi Mihály, Athenaeum, Budapest, 1913, (Modern könyvtár)
- Halál Velencében, novella, fordította: Lányi Viktor, Kner, Gyoma, 1914
- A kis Friedemann úr. Novellák, fordította: Török Bálint, Tevan, Békéscsaba, 1917, (Tevan-könyvtár)

#### 1920–1944
- A Buddenbrook-ház. Egy család alkonya, 1-2.; ford. Lányi Viktor; Dick, Budapest, 1921
- Fiorenza; ford. Gyulai Ágost; Fővárosi Könyvkiadó, Budapest, 1923
- A varázshegy, 1-2.; ford. Turóczi József; Genius, Budapest, 1925 (A regényírás művészei)
- Nagy Frigyes; ford. Lányi Viktor; Kultúra, Budapest, 1925 (Kultúra Könyvtár)
- Mario és a varázsló. Tragikus úti élmény; ford. Sárközi György; Pantheon, Budapest, 193?
- Nehéz óra; ford. Kner Imre; Kner, Gyoma, 1930
- Királyi fenség. Regény, 1-2.; ford. Biró Sándor, Szederkényi Anna; Dante, Budapest, 1930 (Halhatatlan könyvek)
- Rendetlenség és kora bánat; ford. Dormándi László; Pantheon, Budapest, 1931
- Jákob; ford. Sárközi György; Athenaeum, Budapest, 1934
- József; ford. Sárközi György; Athenaeum, Budapest, 1934
- Mesterek szenvedése és nagysága; ford. Hevesi András, Keszi Imre, Sárközi György, Cs. Szabó László; Athenaeum, Budapest, 1936
- Wälsungvér testvérek; ford. Fenyő László; Renaissance, Budapest, 1937 (Renaissance könyvek)
- József Egyiptomban; ford. Sárközi György; Athenaeum, Budapest, 1937
- Thomas Mann összes novellái; ford. Kosztolányi Dezső, Lányi Viktor, Sárközi György; Athenaeum, Budapest, 1937
- Lotte Weimarban; ford. Vajda Endre; Rózsavölgyi, Budapest, 1940
- Az elcserélt fejek. Indiai legenda; ford. Horvát Henrik; Béta, Budapest, 1941
- Friedemann úr, a törpe és egyéb kisregények; ford. Lányi Viktor, Sárközi György; Béta, Budapest, 1943 (Thomas Mann összes kisregényei)
- Tonio Kröger; ford. Lányi Viktor / Úr és kutya; ford. Sárközi György; Béta, Budapest, 1943 (Thomas Mann kisregényei és novellái)
- A csodagyerek; Béta, Budapest, 1943 (Thomas Mann összes kisregényei)

#### 1945–1988
- Európa, vigyázz!; ford. Komlós Aladár; Anonímus, Budapest, 1945 (Politikai remekírók tára)
- József és testvérei; ford. Sárközi György, befejezte Vajda Endre; Athenaeum, Budapest, 1946
- Freud. Két tanulmány / Freud és a jövő; ford. Hevesi András / Freud helye a szellemtörténetben; ford. Vas István; Officina, Budapest, 1947 (Officina könyvtár)
- A Törvény; ford. Vajda Endre; Athenaeum, Budapest, 1947 (Athenaeum könyvek)
- Egy szélhámos vallomásai. Regény; ford. Lányi Viktor; Révai, Budapest, 1947 (Révai könyvtár)
- Doctor Faustus; ford. Gáspár Endre; Athenaeum, Budapest, 1948 (Nagy elbeszélők. Nyugati irodalom)
- Thomas Mann és Kerényi Károly levélváltása regényről és mitológiáról; ford. Petrolay Margit; in: Művész és műalkotás; Officina, Budapest, 1948
- Novellák, 1-2.; vál., szerk. Ottlik Géza, bev. Lukács György; Új Magyar Kiadó, Budapest, 1955
- A Buddenbrook ház. Egy család alkonya; 2. jav. kiad.; ford. Lányi Viktor; Új Magyar Kiadó, Budapest, 1955
- Válogatott tanulmányok; ford. Szabó Ede, Lányi Viktor, Weöres Sándor, Faludi János, vál., jegyz. Gera György; Magvető, Budapest, 1956
- A kiválasztott; ford. Jékely Zoltán, bev. Szabó Ede, jegyz. Szabó-Froreich Antal; Magvető, Budapest, 1957 (Világkönyvtár)
- Lotte Weimarban. Regény; ford. Lányi Viktor; Európa, Budapest, 1957
- Ének a kisgyermekről; ford., bev. Hegedüs Géza; Magvető, Budapest, 1957
- Királyi fenség. Regény, 1-2.; ford. Szöllősy Klára, utószó Vajda György Mihály; Szépirodalmi, Budapest, 1958
- József és testvérei; ford. Sárközi György, Káldor György; Európa, Budapest, 1959
- A varázshegy. Regény; ford. Szőllősy Klára; Európa, Budapest, 1960
- Thomas Mann elbeszélései; ford. Fenyő László et al., utószó Mészáros Vilma; Magyar Helikon, Budapest, 1961 (Helikon klasszikusok)
- A doktor Faustus keletkezése. Egy regény regénye; ford. Pödör László, utószó Vajda György Mihály; Gondolat, Budapest, 1961
- Válogatott tanulmányok; vál. Domokos Mátyás, ford. Lányi Viktor, Szabó Ede, Szőllősy Klára; Európa, Budapest, 1963
- Levelek, 1-2.; vál. Domokos Mátyás, Réz Pál; Európa, Budapest, 1965–1967
- Wagner és korunk. Írások, elmélkedések, levelek; vál. Erika Mann, ford. Keszi Imre; Zeneműkiadó, Budapest, 1965
- Novellák; ford. Gyergyai Albert et al., utószó Ember Mária; Európa, Budapest, 1966 (Milliók könyve)
- Doktor Faustus. Adrian Leverkühn német zeneszerző élete, elmondja egy barátja; ford. Szőllősy Klára; Európa, Budapest, 1967
- A ruhásszekrény. Igen rejtélyes történet; ford. Lányi Viktor, terv. Kondor Zoltán; Magyar Iparművészeti Főiskola, Budapest, 1983
- Richard Wagner szenvedése és nagysága; ford. Szőllősy Klára; Európa, Budapest, 1983 (Mérleg)

#### 1988–
- Entelecheia. Illusztrált töredék Thomas Mann Doktor Faustus című művéből; terv. Szalma János; Magyar Iparművészeti Főiskola, Budapest, 1988
- Naplók. Válogatás, 1-2.; vál., utószó Mádl Antal; Európa, Budapest, 1988–2002 (Emlékezések)
  - 1918–1921, 1933–1939; ford. Soltész Gáspár, Schweitzer Pál; 1988
  - 1940–1955; ford., jegyz., életrajz Schweitzer Pál, 2002
- Kerényi Károly–Thomas Mann: Beszélgetések levélben; előszó, Lackó Miklós, ford. Doromby Károly et al.; Gondolat, Budapest, 1989
- Egy apolitikus ember elmélkedései; ford. Györffy Miklós, versford. Majtényi Zoltán; Helikon, Budapest, 2000
- "Kedves és tisztelt barátom". Hermann Hesse és Thomas Mann levelezése; ford. Csősz Róbert et al., utószó Horváth Géza; Cartaphilus, Budapest, 2006
- A Buddenbrook ház; ford. Györffy Miklós; Gabo, Budapest, 2016